# Karabin samopowtarzalny

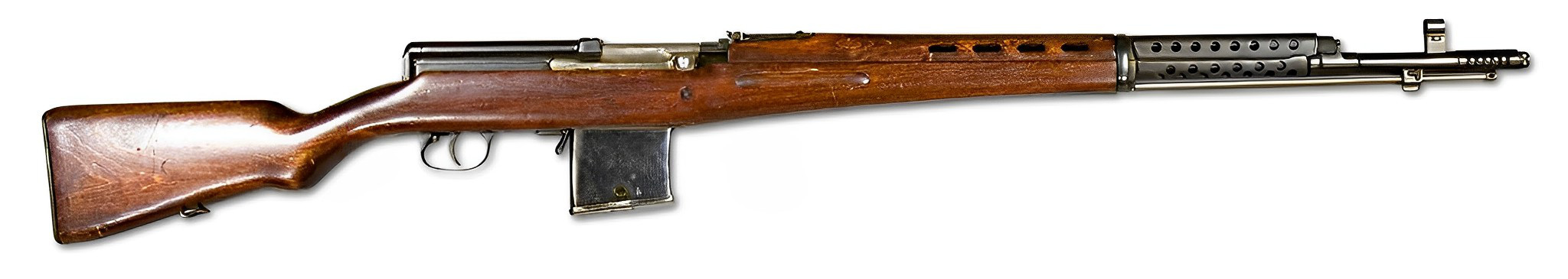
Karabin samopowtarzalny SWT-40

Karabin samopowtarzalny – karabin, w którym po strzale następuje automatyczne przeładowanie, jednak mechanizm spustowy umożliwia prowadzenie wyłącznie ognia pojedynczego.
Zasada działania karabinu samopowtarzalnego jest najczęściej oparta na odprowadzaniu gazów prochowych przez boczny otwór lufy, ale istnieją także konstrukcje z zamkiem półswobodnym lub działające na zasadzie krótkiego odrzutu lufy (np. karabin Johnson M1941).

## Historia

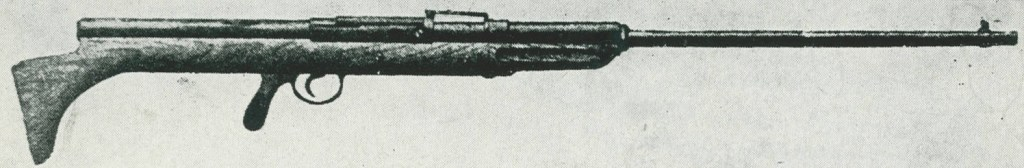
Prototyp Ferdinanda Mannlichera z 1885 r.

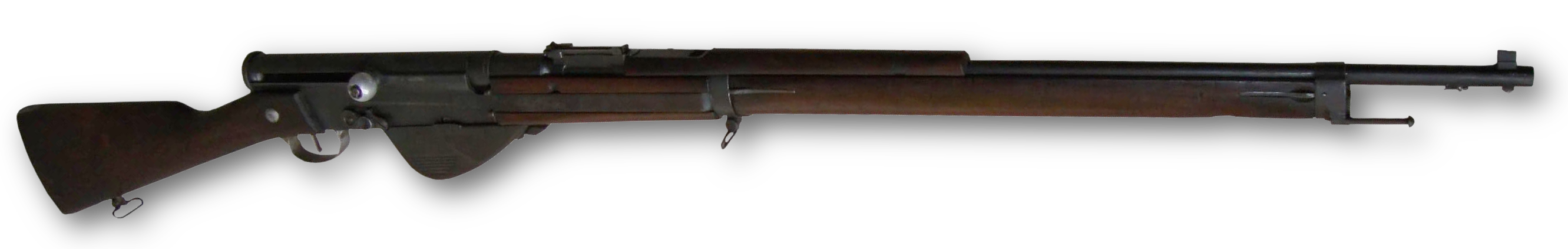
RSC Mle 1917 z okresu I wojny światowej

Prototypy karabinów samopowtarzalnych konstruowano już na przełomie XIX i XX wieku. Pierwszym karabinem tego typu, który trafił do produkcji seryjnej był Mondragón M1908 (przyjęty na wyposażenie armii meksykańskiej), była to jednak konstrukcja wyjątkowo nieudana z powodu znacznej podatności na zacięcia. Wzmożone zainteresowanie tą klasą broni przypadło na okres I wojny światowej, wtedy też zaczęły pojawiać się kolejne modele karabinów samopowtarzalnych jak np. niemiecki Mauser M1916 czy francuski RSC Mle 1917. W czasie wojny broń tego typu nie przyjęła się jednak na większą skalę, ponieważ jej produkcja była droga i skomplikowana, karabiny wymagały starannej obsługi i często okazywały się zawodne. 

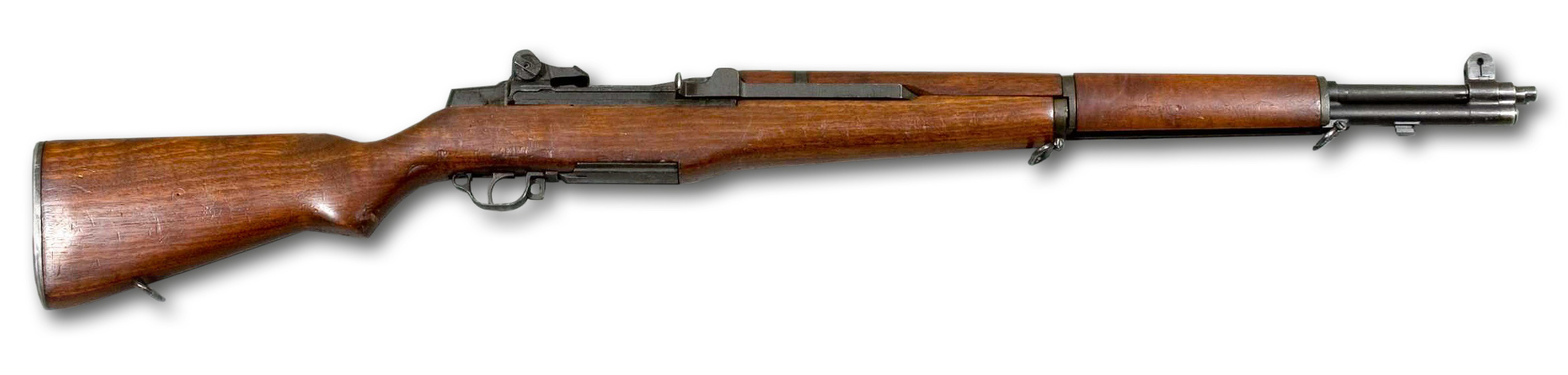
M1 Garand z okresu II wojny światowej

Znaczący postęp w rozwoju konstrukcji karabinów samopowtarzalnych nastąpił w okresie międzywojennym i przybrał na sile w czasie II wojny światowej. Efektem było wprowadzenie na uzbrojenie poszczególnych armii szeregu udanych karabinów jak np. amerykański M1 Garand, radziecki SWT, czy niemiecki G43. Jednak, jedyną armią w której zastąpiły one starsze karabiny powtarzalne w roli broni podstawowej była armia amerykańska. W pozostałych państwach stanowiły one jedynie uzupełnienie karabinów powtarzalnych, bądź uzbrojenie strzelców wyborowych.
W Polsce, również prowadzono prace nad tego typu bronią, opracowując w latach 30 XX w. karabin wz. 38M. Przed wybuchem wojny zdążono wyprodukować jedynie 150 szt. i nie istnieją żadne wiarygodne informacje o użyciu tych karabinów w czasie kampanii wrześniowej.
Po II wojnie światowej, karabiny samopowtarzalne zostały dość szybko zmarginalizowane przez karabiny i karabinki automatyczne mogące strzelać także ogniem ciągłym (np. AK, FN FAL).

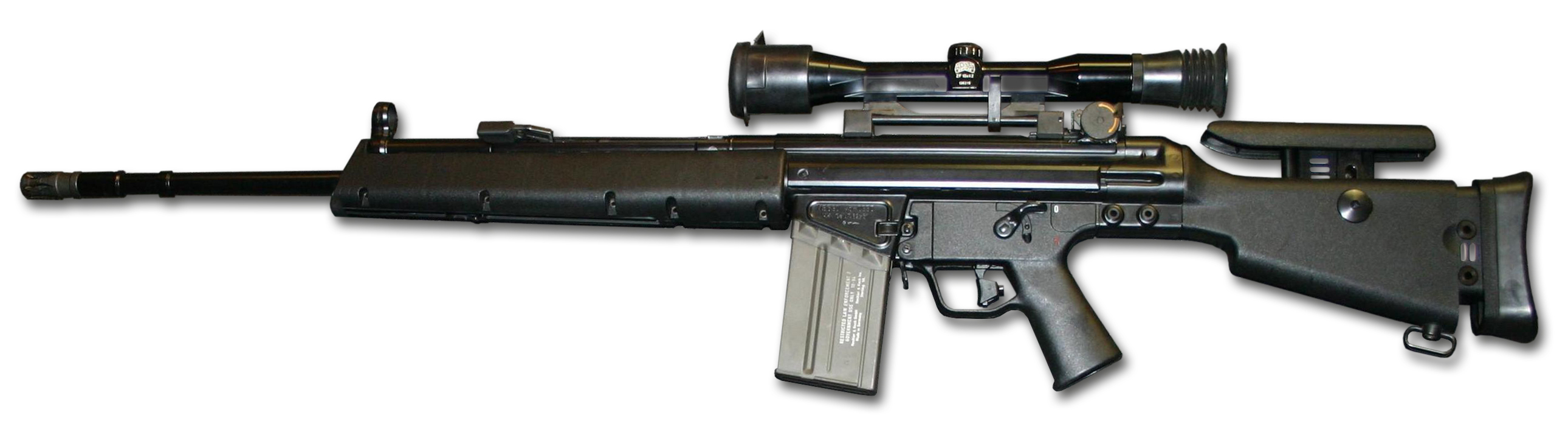
MSG90 – współczesny samopowtarzalny karabin wyborowy

Obecnie produkowane karabiny samopowtarzalne używane są w wojsku najczęściej w roli karabinów wyborowych lub na rynku cywilnym w charakterze broni sportowej (zob. strzelectwo). Na rynek cywilny są również produkowane wersje karabinów automatycznych, które pozbawiono możliwości strzelania seriami, sprowadzając je do roli broni samopowtarzalnej.